# Haitis kvindefodboldlandshold
Haitis kvindefodboldlandshold er det nationale kvindefodboldlandshold i Haiti som reguleres af Haitis fodboldforbund. Det er et af de bedste nationale kvindefodboldlandshold i den caribiske region sammen med Jamaica og Trinidad & Tobago. Holdets træner er i øjeblikket  franske Nicolas Delépine. Haiti markerede sig allerede tidligt i kvindefodbold i CONCACAF. Ved det første mesterskab kom Haiti på en fjerdeplads efter at have slået Costa Rica og Jamaica i gruppespillet. USA blev for stærke i semifinalen, sammen med Trinidad og Tobago i bronzefinalen, så Haiti endte på en fjerdeplads. Imidlertid kom Haiti ikke til slutspillet i det nordamerikanske mesterskab igen før i 1998, da de endte på en sidsteplads i deres gruppe, bagefter blandt andet Costa Rica igen. Haiti stillede ikke op til mesterskabet i 2000, men i 2002 kom de til slutspillet, hvor de endte på en tredjeplads, bagefter Costa Rica, men foran Jamaica, i gruppespillet. I 2003 fik Haiti den opgave, at kvalificere sig i gruppespillet under det Panamerikanske lege sammen med Brasilien og Canada. Dette blev umuligt, og Haiti endte på en sidsteplads i mesterskabet. I 2006 kom Haiti til det nordamerikanske mesterskab igen, men tabte overraskende mod Jamaica, og kom ikke videre til kvartfinalen. Haiti var ikke med i Pan American Games i 2007.
Haiti, Jamaica og Trinidad og Tobago konkurrerer om at være det bedste caribiske hold. For tiden har Haiti haft en del uheldige resultater. I OL-kvalificeringen blev det overaskende nok, til at tab imod Puerto Rico, som også har meldt sig i kampen om at være blandt det bedste på de nordamerikanske øer.

## Resultater

### VM
| Verdensmesterskaber | Verdensmesterskaber    | Verdensmesterskaber    | Verdensmesterskaber    | Verdensmesterskaber    | Verdensmesterskaber    | Verdensmesterskaber    | Verdensmesterskaber    |
| År                  | Resultat               | K                      | V                      | U                      | T                      | MÅ+                    | MÅ-                    |
| ------------------- | ---------------------- | ---------------------- | ---------------------- | ---------------------- | ---------------------- | ---------------------- | ---------------------- |
| 1991                | Deltog ikke            | Deltog ikke            | Deltog ikke            | Deltog ikke            | Deltog ikke            | Deltog ikke            | Deltog ikke            |
| 1995                | Deltog ikke            | Deltog ikke            | Deltog ikke            | Deltog ikke            | Deltog ikke            | Deltog ikke            | Deltog ikke            |
| 1999                | Kvalificerede sig ikke | Kvalificerede sig ikke | Kvalificerede sig ikke | Kvalificerede sig ikke | Kvalificerede sig ikke | Kvalificerede sig ikke | Kvalificerede sig ikke |
| 2003                | Kvalificerede sig ikke | Kvalificerede sig ikke | Kvalificerede sig ikke | Kvalificerede sig ikke | Kvalificerede sig ikke | Kvalificerede sig ikke | Kvalificerede sig ikke |
| 2007                | Kvalificerede sig ikke | Kvalificerede sig ikke | Kvalificerede sig ikke | Kvalificerede sig ikke | Kvalificerede sig ikke | Kvalificerede sig ikke | Kvalificerede sig ikke |
| 2011                | Kvalificerede sig ikke | Kvalificerede sig ikke | Kvalificerede sig ikke | Kvalificerede sig ikke | Kvalificerede sig ikke | Kvalificerede sig ikke | Kvalificerede sig ikke |
| 2015                | Kvalificerede sig ikke | Kvalificerede sig ikke | Kvalificerede sig ikke | Kvalificerede sig ikke | Kvalificerede sig ikke | Kvalificerede sig ikke | Kvalificerede sig ikke |
| 2019                | Kvalificerede sig ikke | Kvalificerede sig ikke | Kvalificerede sig ikke | Kvalificerede sig ikke | Kvalificerede sig ikke | Kvalificerede sig ikke | Kvalificerede sig ikke |
| 2023                | Kvalificeret           | Kvalificeret           | Kvalificeret           | Kvalificeret           | Kvalificeret           | Kvalificeret           | Kvalificeret           |
| Total               | 1/9                    | -                      | -                      | -                      | -                      | -                      | -                      |

*Omfatter kampe vundet på straffespark.

### CONCACAS
| Women's Gold Cup | Women's Gold Cup       | Women's Gold Cup       | Women's Gold Cup       | Women's Gold Cup       | Women's Gold Cup       | Women's Gold Cup       | Women's Gold Cup       | Women's Gold Cup       | Women's Gold Cup |
| År               | Resultat               | GP                     | W                      | D*                     | L                      | GF                     | GA                     | GD                     |                  |
| ---------------- | ---------------------- | ---------------------- | ---------------------- | ---------------------- | ---------------------- | ---------------------- | ---------------------- | ---------------------- | ---------------- |
| 1991             | Fjerdeplads            | 4                      | 2                      | 0                      | 3                      | 7                      | 16                     | -9                     |                  |
| 1993             | Kvalificerede sig ikke | Kvalificerede sig ikke | Kvalificerede sig ikke | Kvalificerede sig ikke | Kvalificerede sig ikke | Kvalificerede sig ikke | Kvalificerede sig ikke | Kvalificerede sig ikke |                  |
| 1994             | Kvalificerede sig ikke | Kvalificerede sig ikke | Kvalificerede sig ikke | Kvalificerede sig ikke | Kvalificerede sig ikke | Kvalificerede sig ikke | Kvalificerede sig ikke | Kvalificerede sig ikke |                  |
| 1998             | Gruppespillet          | 3                      | 0                      | 0                      | 3                      | 3                      | 11                     | -8                     |                  |
| 2000             | Deltog ikke            | Deltog ikke            | Deltog ikke            | Deltog ikke            | Deltog ikke            | Deltog ikke            | Deltog ikke            | Deltog ikke            |                  |
| 2002             | Gruppespillet          | 3                      | 1                      | 0                      | 2                      | 3                      | 17                     | -14                    |                  |
| 2006             | Kvalificerede sig ikke | Kvalificerede sig ikke | Kvalificerede sig ikke | Kvalificerede sig ikke | Kvalificerede sig ikke | Kvalificerede sig ikke | Kvalificerede sig ikke | Kvalificerede sig ikke |                  |
| 2010             | Gruppespillet          | 3                      | 1                      | 0                      | 2                      | 1                      | 8                      | -7                     |                  |
| 2014             | Gruppespillet          | 3                      | 1                      | 0                      | 2                      | 1                      | 7                      | -6                     |                  |
| 2018             | Kvalificerede sig ikke | Kvalificerede sig ikke | Kvalificerede sig ikke | Kvalificerede sig ikke | Kvalificerede sig ikke | Kvalificerede sig ikke | Kvalificerede sig ikke | Kvalificerede sig ikke |                  |
| 2022             | Gruppespillet          | 3                      | 1                      | 0                      | 2                      | 3                      | 7                      | -4                     |                  |
| Total            | 6/10                   | 20                     | 6                      | 0                      | 14                     | 18                     | 66                     | -48                    |                  |

*Omfatter kampe vundet på straffespark.

## Spillere
Nuværende trup ved VM i fodbold 2023 i Australien/New Zealand.
Landstræner: Nicolas Delépine